# نورامينيس
نورامينيس، (بالإنجليزية: Nuraminis)‏، (سردينيا: Nuràminis) هي بلدية، في مقاطعة جنوب سردينيا في منطقة سردينيا الإيطالية، وتقع على بعد حوالي 25 كم (16 ميل) شمال غرب كالياري. في 31 ديسمبر 2004 ، كان عدد سكانها 2665 نسمة ومساحة 45.3 كيلومتر مربع (17.5 ميل مربع).

## السكان
في سنة 1861 بلغ عدد السكان 2٬057 نسمة، وتطور العدد ليصل في سنة 2011 لـ 2٬606 نسمة.
يظهر هذا المخطط البياني تطور النمو السكاني لـ نورامينيس